# Z Intermediate Global Corporation

Z Intermediate Global Corporation（日文:Z中間グローバル株式会社），為LY Corporation擁有的資訊服務公司，總部位於日本東京，成立之初名「LINE株式會社」。2019年與Yahoo進行合併時進行了中間持股公司化，成立了LINE分割準備株式會社，並於2021年從初代法人處接管業務並改名為A Holdings株式會社。2023年10月1日，母公司與Yahoo、Z Entertainment以及Z Data合併為Z Holdings，並成立新母公司公司LY Corporation（由韓國Naver與日本軟銀共同持股），通過吸收分割方式，除了一定的海外股權等外，將資產、權利和業務繼承給新母公司，LINE株式會社同時更名為現在的名稱。根據業務重組計劃，為管理海外子公司股權等的中間持股公司。

## 沿革

### 2000年
- 9月－韓國的NHN股份公司於2000年在日本以Hangame Japan株式会社（Hangame Japan Corporation）之名稱設立。
- 11月－Hangame日本版服務正式上線。

### 2003年
- 8月28日－南韓Naver總公司進行集團名稱統合，改社名為NHN Japan 株式会社。

### 2004年
- 7月－NAVER部落格（日语：NAVERブログ）服務開始（已終止）。

### 2005年
- 6月－CURURU（日语：CURURU）服務開始（已終止）。

### 2006年
- 5月－麻生部落格（日语：アソブログ）服務開始（已終止）。
- 12月－多期（日语：マルチターム）完全成為子公司。

### 2007年
- 1月－ISO認証（ISO/JISQ27001（英语：ISO/IEC 27001:2013）規格準拠）取得[3]。
- 6月－加入日本線上業者同業公會（日语：日本オンラインゲーム協会）。
- 10月9日－新社長上任。千良鉉交棒於森川亮[4]。
- 11月－子公司NAVER日本總公司（日语：NEIBAJIABAN）成立。

### 2010年
- 1月－2010年海地地震，捐贈100万日圓[5]。

### 2012年
- 10月－NHN Japan 日本總部轉移至澀谷區[6]。
- 12月－授權北京卓易讯畅科技有限公司將「連我」（LINE）引進中國大陸[7][8]。

### 2013年
- 3月－「連加株式会社」（LINE Plus Corporation）於南韓成立，為稍後連我株式会社子公司，負責支援LINE的全球事業發展。
- 4月－分割出NHN PlayArt，更名為連我株式会社（LINE Corporation）[9]。
- 5月－登記成立台灣分公司「韓商連加股份有限公司」（LINE Plus Corporation，以LINE Taiwan為名活動[10]）。

### 2014年
- 6月－連加成立「台灣連線有限公司」（今「台灣連線股份有限公司」，LINE Taiwan Limited）承繼LINE Taiwan業務。

### 2015年
- 3月－在台登記「連加網路商業股份有限公司」，專營LINE Pay業務。
- 4月－在台登記「日商連我股份有限公司」（LINE Corporation）。
- 10月－韓商連加股份有限公司向經濟部商業司撤回認許。

### 2016年
- 7月14日－公司在纽约证券交易所上市，当日上市市值破87亿美元[11]。

### 2017年
- 12月－旗下連加網路商業投資一卡通票證公司發展電子支付業務並成為最大股東。

### 2019年
- 11月18日－LINE与软银子公司Z Holdings（即Yahoo! Japan的母公司）签署合并协议书。[12]

### 2021年
- 11月－連加網路出清手中一卡通持股，並退出董監事名單。由聯邦銀行接下釋出的股份。
- 12月16日－LINE NEXT公司成立[13]。

### 2023年
- 10月1日－LINE公司將其公司名稱更改為Z Intermediate Global Corporation (Z中間グローバル)，通過吸收分割的方式，將一定的海外資產、權利和業務轉讓給LY Corporation。[14][15][16][17]。

## 關係企業

### 相關子公司
- LINE Plus Corporation[18]
  - LINE PLAY
  - LINE UP
  - LINE studio
  - GrayHash（76.99%）
  - Collab+LINE（50.0%）
  - LINE Taiwan
  - PT.LINE PLUS INDONESIA
  - LINE Digital Technology (Shanghai) Limited
  - LINE Company (Thailand)（50.0%）
  - LINE Euro-Americas
  - LINE Financial Taiwan Limited（LINE金融科技股份有限公司）
  - Line Pay Taiwan Limited（連加網路商業股份有限公司）
    - 連加電子支付股份有限公司

  - LINE Bank Taiwan Limited（LINE Bank (台灣)）
  - 嚮網科技股份有限公司
  - 觔斗雲聯網科技股份
  - 巧克科技新媒體股份有限公司
- LINE FRIENDS（70.00%）
  - LINE Friends Inc
  - LINE Friends Japan株式会社
  - LINE Friends Taiwan
  - LINE Friends(Shanghai) Commercial Trade
- LINE Growth Technology株式会社
- LINE SOUTHEAST ASIA CORP.PTE.LTD
  - LINE VIETNAM JSC（99.1%）
- LINE TECHNOLOGY VIETNAM CO., LTD
- LINE TICKET株式会社
- LINE Ventures Global
- LINE Ventures Japan
- LFG HOLDINGS LIMITED
- NextLibrary (ネクストライブラリ株式会社)

### 相關持股公司
- LINE Man Corporation PTE.LTD（44.2%）
  - LINE Man (THAILAND) Company Limited
  - Wongnai Media Company
- LINE GAMES Corporation（36.22%）
- SNOW Corporation
- LINE MUSIC株式会社（36.7%）
- 株式会社出前館（35.8%）
- Venture Republic Inc.（34%）

### 其他
- WORKS MOBILE Corp.（10.59%）
- Epic Voyage株式会社
- LENSA株式会社（49%）
- transcosmos online communications株式会社
- Line Mirai財團

## 金融服務

### 台灣
- 行動支付：LINE Pay
- 網路銀行：連線商業銀行（LINE Bank Taiwan，主要股東為台北富邦銀行、同屬富邦集團之台灣大哥大，外加遠傳電信、中國信託商業銀行、渣打國際商業銀行與聯邦銀行等合資）[19]

### 泰國
- 行動支付：LINE Pay
- 銀行：LINE BK[20]

### 印尼
- 網路銀行：LINE Bank Indonesia（由子公司LINE Financial Asia入股印尼 PT Bank KEB Hana並且合資創辦）[21]

## 外部連結
- LY Corporation
- LINE Corporation （页面存档备份，存于）
- LINEヤフー株式会社的X（前Twitter）
- LINE株式会社的Facebook專頁